# Яртипори
Яртипори (пол. Jartypory) — село в Польщі, у гміні Лів Венґровського повіту Мазовецького воєводства.
Населення — 768 осіб (2011).
У 1975-1998 роках село належало до Седлецького воєводства.

## Демографія
Демографічна структура станом на 31 березня 2011 року:
|          | Загалом | Допрацездатний вік | Працездатний вік | Постпрацездатний вік |
| -------- | ------- | ------------------ | ---------------- | -------------------- |
| Чоловіки | 386     | 80                 | 256              | 50                   |
| Жінки    | 382     | 90                 | 223              | 69                   |
| Разом    | 768     | 170                | 479              | 119                  |